# Get Up (сингл 50 Cent)
«Get Up» — сингл американського репера 50 Cent, який спочатку видали першим офіційним окремком з його четвертого студійного альбому Before I Self Destruct. Натомість пізніше ним став Baby by Me.
Пісня спершу з'явилася на MySpace-сторінці 50 Cent та на сайті ThisIs50.com [Архівовано 9 грудня 2020 у Wayback Machine.], згодом аудіо завантажили на YouTube-канал виконавця (наразі відео видалено). 13 жовтня 2008 сингл вийшов на iTunes. 30 жовтня на YouTube-каналі Universal Music Group оприлюднили версію без цензури.
Шорт-стоп Нью-Йорк Янкіз Дерек Джетер використовував трек упродовж більшої частини 2009 сезону як інтро під час своїх виходів на подачу. Пісня звучала у третьому сезоні шоу Танцювальні бої під час виконання крампінгу переможцями, Quest Crew, у сьомий тиждень.

## Відеокліп
Кліп, навіяний фільмом «Я — легенда», презентували 6 листопада 2008. Початок схожий на відео «In da Club», показано «Центр розвитку артистів Shady/Aftermath». Наприкінці кліпу можна помітити заморожених Доктора Дре й Емінема.

## Список пісень
Цифровий сингл
| #  | Назва                    | Автор                | Продюсер(и) | Тривалість |
| -- | ------------------------ | -------------------- | ----------- | ---------- |
| 1. | «Get Up» (album version) | К. Джексон, С. Сторч | Скотт Сторч | 3:15       |

## Чартові позиції
| Чарт (2008)                               | Найвища позиція |
| ----------------------------------------- | --------------- |
| Австралія (ARIA)                          | 73              |
| Велика Британія (Official Charts Company) | 24              |
| Ірландія (IRMA)                           | 33              |
| Канада (Canadian Hot 100)                 | 31              |
| США (Billboard Hot 100)                   | 44              |
| США (Hot R&B/Hip-Hop Songs) (Billboard)   | 23              |
| США (Rap Songs) (Billboard)               | 9               |